# 네구시 햄
네구시 햄(Njeguši+ham)은 몬테네그로 체티네 지역의 네구시 마을에서 만들어지는 건식 염지 생햄이다. 프르슈트의 일종이며, 현지에서는 네구슈키 프르슈트(몬테네그로어: Njeguški pršut)라 불린다. 몬테네그로의 국민 음식으로 여겨진다.

## 사진

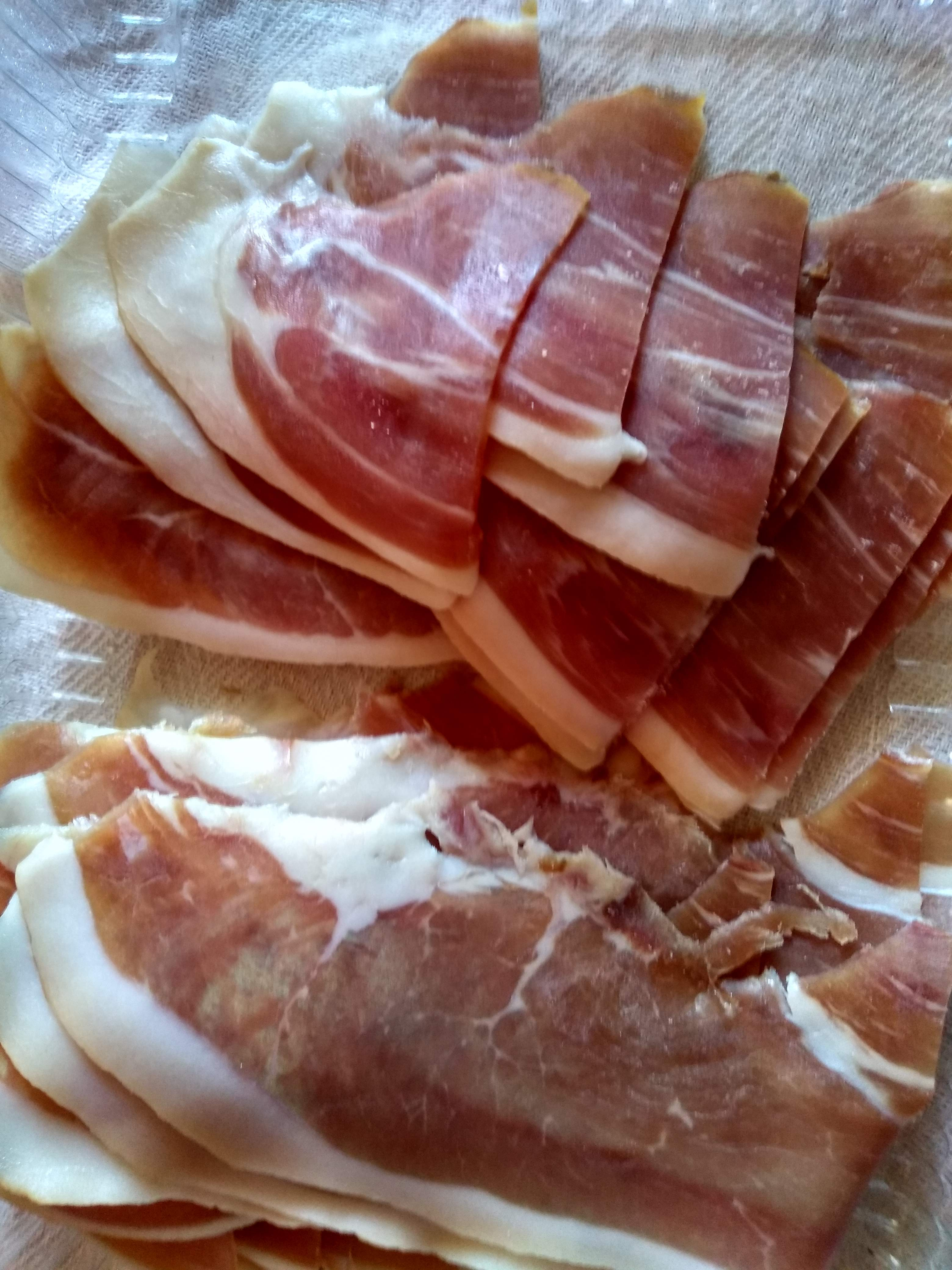
네구시 햄과 베이컨
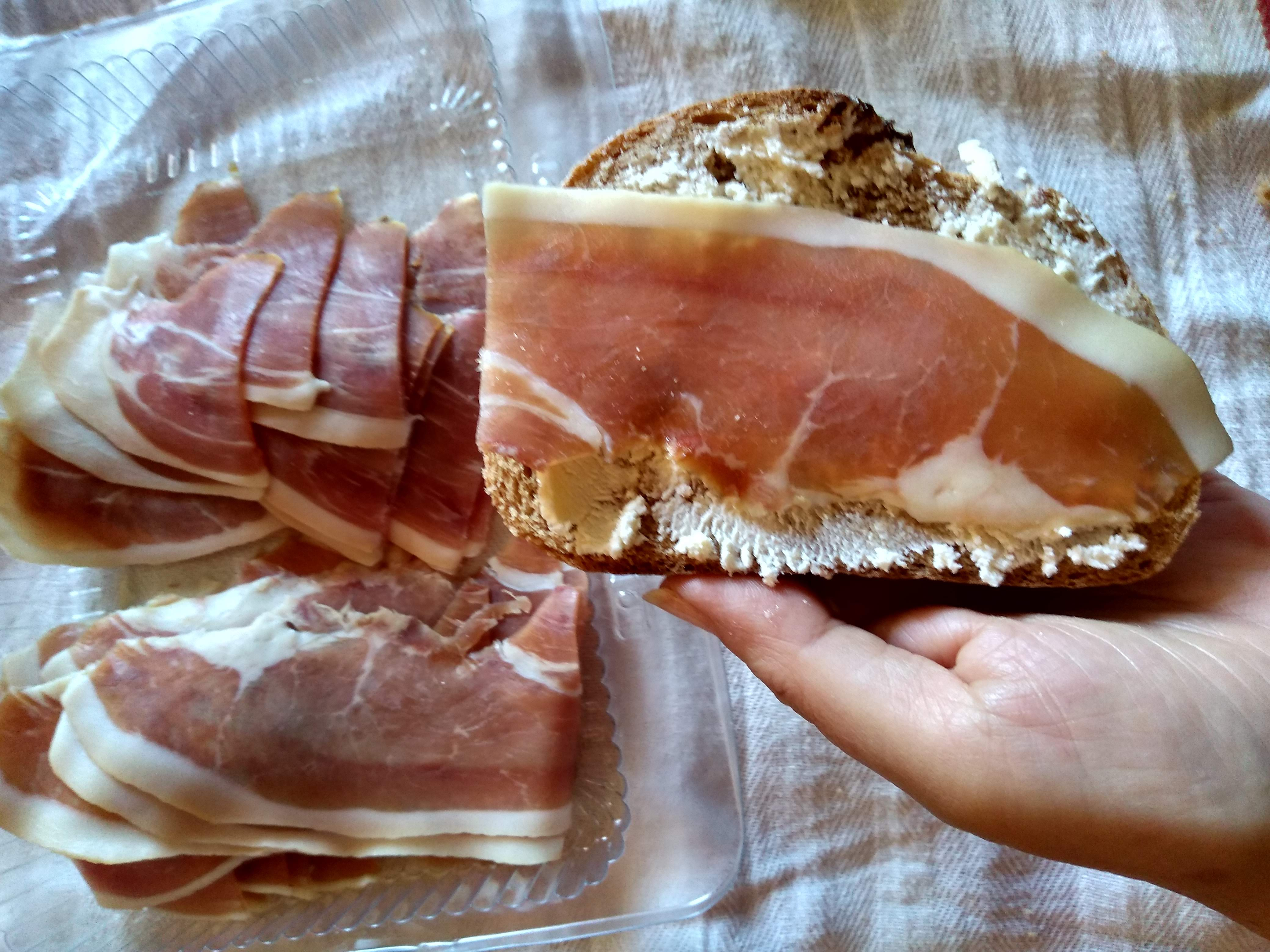
빵에 스코루프와 네구시 햄을 올린 모습

## 같이 보기
- 프르슈트